# Nicholas Joseph Balthazar de Langlade
 (décembre 2020).
Améliorez-le ou discutez des points à vérifier. 
Pour les articles homonymes, voir Langlade.
Nicholas Joseph Balthazar de Langlade du Chayla, seigneur de Montauroux, Chambon, Champs (vers 1685 - 17 décembre 1754 à Paris) était lieutenant général des armées du roi, directeur général de la cavalerie, chevalier de l'ordre royal et militaire de Saint-Louis (1708) et chevalier de l'ordre du Saint-Esprit (2 février 1746).[réf. nécessaire]
Il commanda les troupes françaises à la bataille de Melle.[réf. nécessaire]